# Iphigenia indica
Iphigenia indica är en tidlöseväxtart som först beskrevs av Carl von Linné, och fick sitt nu gällande namn av Asa Gray och Carl Sigismund Kunth. Iphigenia indica ingår i släktet Iphigenia och familjen tidlöseväxter. Inga underarter finns listade i Catalogue of Life.